# عشق، مرگ و ربات‌ها
عشق، مرگ و ربات‌ها (به انگلیسی: Love, Death & Robots) مجموعه تلویزیونی گلچین پویانمایی بزرگسالان در نتفلیکس است. که ژانرهای متنوعی به‌ویژه کمدی، ترسناک، علمی تخیلی و فانتزی را بررسی می‌کنند. هر قسمت به موضوعات موضوعات عنوانی مرتبط است. با این حال، هر قسمت شامل هر سه موضوع نیست.
این مجموعه تصویرسازی مجدد از پروژه طولانی مدت فینچر و تیم میلر از انیمیشن خیال‌پردازی علمی هوی متال در سال ۱۹۸۱ است که در ابتدا برنامه‌ریزی شده بود که به شکل یک فیلم بلند طراحی شود، اما این مجموعه ارتباط بهتری با نسل جدید برقرار می‌کند.
این مجموعه در چهار فصل ساخته و پخش شده است. فصل اول با ۱۸ قسمت در تاریخ ۱۵ مارس ۲۰۱۹ و فصل دوم با ۸ قسمت در تاریخ ۱۴ مه ۲۰۲۱ منتشر شد. در آوریل ۲۰۲۰، قبل از پخش فصل دوم، نتفلیکس سریال را برای فصل سوم هشت قسمتی تمدید کرد. فصل سوم در ۲۰ مه ۲۰۲۲، با ۹ قسمت منتشر شد که یکی از آن‌ها دنباله‌ای بر فصل اول کوتاه «سه ربات» بود. در اوت ۲۰۲۲، این سریال برای فصل چهارم تمدید شد. فصل چهارم در قالب ١٠ قسمت در ١۵ مه ٢٠٢۵ منتشر شد. 
این مجموعه توسط جاشوا دون، دیوید فینچر، جنیفر میلر و تیم میلر ساخته شده است. هر قسمت توسط تیم‌های مختلف از طیف وسیعی از کشورها انیمیشن‌سازی شده است.
نتفلیکس اولین تریلر این سریال را در ۱۴ فوریه ۲۰۱۹ منتشر کرد.
بازیگران این سریال مری الیزابت وینستد، توفر گریس، گری کول، سمیرا وایلی، امیلی اوبرایان و استیفن کاپیچی هستند و گریس و وینستد تنها بازیگرانی هستند که صدایشان روی شخصیت‌ها نیست.

## فصل‌ها
| شماره فصل | تعداد قسمت |
| --------- | ---------- |
| ۱         | ۱۸         |
| ۲         | ۸          |
| ٣         | ٩          |
| ۴         | ١٠         |

### فصل اول
اولین فصل این مجموعه ۱۸ قسمت داشته و هر کدام از انیمیشن‌ها از نظر زمانبندی باهم متفاوت هستند. همچنین سبک و نوع و فیلم نامه‌های نوشته شده و نوع اجرای برای هر قسمت مستقل از سایر قسمت‌ها می‌باشد.

#### Sonnie's Edge
در این قسمت کارگردان دیو ویلسون بود و این سریال داستان مبارزه‌ای ذهنی را بین دو جنگجو روایت می‌کند اگرچه آنچه در آخر اتفاق می‌افتد دارای غافلگیری خاص خودش خواهد بود. این قسمت بر اساس نوشتاری از Peter F. Hamilton شکل گرفته است.

#### Three Robots
در این قسمت کارگردان Victor Maldonado & Alfredo Torres به‌صورت مشترک انجام دادند و این سریال داستان حضور سه ربات در یک تور تفریحی برای دیدن یک شهر آخر زمانی انسان‌ها می‌باشد. و در این تور به یک گربه برمی‌خوردند که مطابق با روش‌های انسان‌ها به او محبت می‌کنند اما داستان، پایانی غیر از پایان تور این سه ربات برایشان رقم زده است. داستان این قسمت توسط John Scalzi نوشته شده است.

#### The Witness
زنی یک قتل را در یک آپارتمان روبروی هتل خود در هنگ کنگ مشاهده می‌کند. قاتل (مرد) متوجه دیده شدن خود شده و شاهد (زن) را تعقیب می‌کند. زن به یک سکس کلاب که در آن تحت نام مستعار Zawora کار می‌کند، فرار می‌کند. قاتل با راهنمایی میزبان (صاحب کلاب) وارد کلاب می‌شود. هنگام رقصیدن، زن مرد را در میان تماشاگران می‌بیند و مرد او را در خیابان‌های شهر تعقیب می‌کند. زن یک تفنگ دزدیده و در یک آپارتمان پنهان می‌شود، اما مرد او را پیدا و محاصره می‌کند. آنها بر سر تفنگ درگیر شده و در نهایت زن با شلیک به مرد او را از پا درمی‌آورد. پس از آن، زن متوجه مردی درست مانند مقتول خود، در هتل مقابل خیابان می‌شود که قتل را مشاهده کرده است.

#### Suits
جامعه کوچکی از کشاورزان برای دفاع از سرزمین خود در برابر هجوم حشره‌هایی که آن‌ها را دی‌بی می‌نامند از ربات رزمی قابل کنترل خود استفاده می‌کنند. هنگامی که پوشش دفاعی آنها از کار می‌افتد، دی‌بی‌ها سریع‌تر از آنچه بتوان آنها را کنترل کرد هجوم می‌آورند و مردم به پناهگاه‌ها می‌روند. کشاورزان از تمام سلاح‌های خود استفاده می‌کنند و یکی از همسایه‌ها، جیک، خود را فدا می‌کند تا بخش بزرگی از جمعیت دی‌بی‌ها را بکشد. یکی از حشره‌های غول‌پیکر موفق به نفوذ می‌شود اما همسر یکی از کشاورزها با شلیکی دقیق او را می‌کشد. هنگام سپیده‌دم مرزها و موانع به حالت عادی برگشته‌اند و شهر امنیت خود را به دست آورده است. در این هنگام دوربین فاصله می‌گیرد تا این را نشان دهد که سیاره توسط دی‌بی‌ها اشغال نشده و کشاورزان نیروی اشغال‌گر هستند که کلونی‌هایی در سطح سیاره ساخته‌اند.